# 京城神社
京城神社（けいじょうじんじゃ）は、朝鮮京畿道京城府（現・大韓民国ソウル特別市）の南山北麓にあった神社である。1898年創建。祭神は天照大神・朝鮮国魂大神・大己貴命・少彦名命。社格は国幣小社。京城府民の氏神とされた。元・南山大神宮。
南山にはその西麓に朝鮮神宮が1925年に、京城神社の南西に京城護国神社が1943年に創建された。

## 歴史
1892年（明治25年）ごろ、漢城（のちの京城、現在のソウル）居留日本人有志によって天照大神の遙拝所が設置されたのを嚆矢とする。南山の北側山麓一帯は 、明治10年代より日本人が居住する地域となりはじめていた。
日清戦争後の1897年（明治30年）、在漢城日本領事と朝鮮政府との間で南山北麓の一部に関する永代借地契約が締結されると、居留地会ではこれを「倭城台公園」と名付けて整備、ここに伊勢神宮内宮正殿を模した神殿を建て、1898年（明治31年）11月3日、天照大神を祭神として鎮座式を行い、「南山大神宮」が創立された。
1915年（大正4年）10月1日、神社寺院規則（大正4年朝鮮総督府令第82号）の施行に伴い、改めて神社創立が出願され、1916年（大正5年）8月22日、京城神社の創立が許可された。1925年に朝鮮神宮が創建されるまでは、李王家や朝鮮総督府高官の公式参拝を受けていた。
1926年（大正15年）3月、氏子総代会の決議により境内の拡張と社殿の造営が企図され、1929年（昭和4年）9月25日、社殿の完成とともに国土開発の始祖とされる国魂大神、大己貴命・少彦名命が増祀された。このとき鎮座地候補が2つ出たが、伊東忠太が「京城市民の氏神であるから民衆的であるのが望ましい」として市街地に近いほうをよしとする助言をした。
1936年（昭和11年）8月1日、国幣小社に列格され、これに合わせて大規模な社殿改築、境内拡張を検討、1936年6月には奉賛会が設立されたが、時局のために資材の入手が困難となり着工には至らなかった。日本の第二次世界大戦敗戦に伴い、1945年（昭和20年）11月17日に廃止された。
京城神社の跡地は、一時期「檀君聖祖廟」になり、現在は崇義女子大学となっている。